# Pomatophora
Pomatophora là một chi bướm đêm thuộc phân họ Olethreutinae, họ Tortricidae Tortricidae.

## Các loài
- Pomatophora cudonis Diakonoff, 1973